# Charlotte Pizzo
Pour les articles homonymes, voir Pizzo (homonymie).
Charlotte Pizzo, née le 10 mai 1997 à Toulon, est une athlète française, spécialiste du 800 mètres.

## Carrière
Après une deuxième place aux Championnats de France d'athlétisme en salle 2018 à Liévin, elle est sacrée championne de France de 800 mètres en salle aux Championnats de France d'athlétisme en salle 2019 à Miramas, 2020 et 2023.

## Palmarès

### National
- Championnats de France d'athlétisme en salle :
  - 800 m : vainqueur en 2019, 2020 et 2023